# Andreas Henke
Andreas Henke (* 27. Juli 1962 in Dingelstedt) ist ein deutscher Politiker (Die Linke). Er ist seit 2021 Mitglied des Landtages von Sachsen-Anhalt. Von 2007 bis 2020 war er Oberbürgermeister der Kreisstadt Halberstadt.

## Leben
Nach dem Abitur an der EOS „Bertolt Brecht“ in Halberstadt studierte Henke von 1981 bis 1984 an der Polizeihochschule des Ministeriums des Inneren in Dresden. Nach dem Abschluss als Hochschulingenieurökonom trat er in Leipzig in den Polizeidienst ein. 1985 wechselte er in Leitungsfunktionen zum VEB Stadtwirtschaft Halberstadt und ein Jahr später zum VEB Kraftverkehr Halberstadt, wo er bis 1991 tätig war.

## Politik
Henke war von 1984 bis 1990 Mitglied der SED, von 1990 bis 2007 der PDS und ist seit 2007 Mitglied der Partei Die Linke. Von 1990 bis 2007 gehörte er dem Kreistag Halberstadt an und seit 1999 ist er Mitglied des Stadtrates von Halberstadt.
Bei der Wahl zum Oberbürgermeister von Halberstadt am 24. September 2006 erzielte Henke mit 34,2 % der Stimmen das beste Ergebnis, verfehlte die absolute Mehrheit jedoch. Bei der daraufhin fälligen Stichwahl am 8. Oktober 2006 setzte er sich mit 72,5 % deutlich gegen seinen Kontrahenten Hans-Georg Busch (SPD) durch, der 27,5 % erzielte.
Bei der Oberbürgermeisterwahl am 1. September 2013 wurde Henke im ersten Wahlgang mit 53,65 % der Stimmen wiedergewählt; sein stärkster Konkurrent Daniel Szarata (CDU) erreichte 34,00 %. Am 19. Juli 2020 unterlag Andreas Henke bei der Oberbürgermeisterstichwahl Daniel Szarata.
Daraufhin trat Henke bei der Landtagswahl am 6. Juni 2021 an. Er kandidierte für das Direktmandat im Wahlkreis 14 (Halberstadt) und erhielt 22,3 Prozent der gültigen Erststimmen. Damit unterlag er zwar dem CDU-Kandidaten Thomas Krüger, doch zog er über den Listenplatz 8 der Landesliste in den Landtag ein.